# Clypeodytes sordidipennis
Clypeodytes sordidipennis är en skalbaggsart som beskrevs av Régimbart 1903. Clypeodytes sordidipennis ingår i släktet Clypeodytes och familjen dykare. Inga underarter finns listade i Catalogue of Life.